# Il campiello
Il campiello és una òpera en tres actes amb música de Ermanno Wolf-Ferrari i llibret de Mario Ghisalberti, basat en la famosa comèdia homònima escrita per al Carnestoltes de Venècia de 1756 pel gran dramaturg venecià Carlo Goldoni. Es va estrenar a La Scala de Milà l'11 de febrer de 1936 amb la direcció de Gino Marinuzzi.

## Història
Considerada una commedia lírica, és una òpera de cambra influïda per Mozart, així com de l'última òpera de Giuseppe Verdi, Falstaff. L'òpera, centrada en la vida pública dels imprevisibles habitants de Venècia, fa ús del dialecte venecià, excepte pels dos personatges napolitans.
Ha romàs en el repertori italià i ocasionalment s'ha representat a l'estranger. L'Òpera Fujiwara va fer la seva estrena japonesa a Tòquio al juliol de 1978. La van reposar al juliol de 2001 amb Marco Titotto, incloent alguns cantants italians de la producció de Trieste de 1992.

## Personatges
| Personatge                                        | Tessitura    | Repartiment de l'estrena, 11 de febrer de 1936 (Director: Gino Marinuzzi) |
| ------------------------------------------------- | ------------ | ------------------------------------------------------------------------- |
| Astolfi, un cavaller napolità                     | baríton      | Salvatore Baccaloni                                                       |
| Gasparina, una joveneta afectada                  | soprano      | Mafalda Favero                                                            |
| Fabrizio, oncle i tutor de Gasparina, un napolità | baix         | Franco Zaccarini                                                          |
| Dona Cate, una vídua                              | tenor        | Luigi Nardi                                                               |
| Luçieta, filla de Dona Cate                       | soprano      | Iris Adami-Corradetti                                                     |
| Orsola, un venedor de bunyols                     | mezzosoprano | Giulia Tess                                                               |
| Zorzeto, fill d'Orsola                            | tenor        | Luigi Fort                                                                |
| Dona Pasqua, una vídua                            | tenor        | Giuseppe Nessi                                                            |
| Gnese, filla de Dona Pasqua                       | soprano      | Margherita Carosio                                                        |
| Anzoleto, un mercer                               | baix         | Fernando Autori                                                           |

## Enregistraments
Il campiello ha estat gravada almenys dues vegades: per la RAI a Milà sota Ettore Gracis en 1973, i un enregistrament en viu en el Teatre Comunale Trieste baix Bareza Niksa en 1992.